# 阮氏玉珹
阮氏玉珹（越南语：／；1812年—1829年），阮朝嘉隆帝第十六女，生母是才人潘氏鹤。
嘉隆十一年（1812年），阮氏玉珹生於順化皇城。明命十年（1829年），公主18歲，指婚胡文盃之子、明命帝皇后胡氏华的兄弟胡文什。同年（1829年）冬，公主在成亲前去世，享年十八歲，諡柔潔，但未追贈封號。